# 애드나인프로젝트
애드나인프로젝트(본명: 박병창, 1981년 1월 19일 ~ )는 대한민국의 작곡가 겸 음악 프로듀서이다.
2004년 매니저로 엔터테인먼트에 입문했다. 다양한 아티스트의 매니저로 활동하며 독학으로 음악을 공부했다. 현재는 엔터테인먼트 홍보마케팅 전문가로 활약하며 음악 활동을 이어가고 있다. 2014년에 데뷔하였으며, 그가 작곡한 대표곡으로는 JTBC 청춘시대2 OST ‘차가운 바람이 불면(feat. 모하)’가 있다.

## 음악 활동
- 2014년 싱글 718번 버스를 타고 (feat. 하늘해)
- 2014년 싱글 EveryDay (feat. 그린나래)
- 2015년 싱글 낡은 운동화 (feat. 하늘해)
- 2015년 싱글 바람이준 멜로디 (feat. 하리)
- 2016년 싱글 너를 기억한다
- 2017년 싱글 차가운 바람이 불면 (feat. 모하)
- 2018년 싱글 그 시절의 우리 (ROM)

## 참여 앨범
- 2016년 프로젝트 젤리데이트 - 뚜르르르
- 2017년 JTBC 청춘시대2 OST 차가운 바람이 불면 (feat. 모하)